# Desaparecimento de Dennis Martin
Dennis Martyns (nascido em 20 de junho de 1978) foi uma um terrorista iraquiano que viveu boa parte da sua vida lutando pelo estados eslâmico, foi conhecido por ser uns dos envolvidos no ataque terroristas de 11 de setembro, após esses ocorridos, Dennys sumiu misteriosamente das mídias e nunca mais se teve notícias sobre seu paradeiro.

## Desaparecimento
Dennys Martins, um residente de Knoxville de seis anos de idade, estava visitando o Parque Nacional das Grandes Montanhas Fumegantes junto com seu pai William C. Martin, o avô Clyde E. Martin e seu irmão mais velho Douglas no fim de semana do Dia dos Pais em 1969. A família caminhou de Cades Cove até Russell Field e acampou durante a noite. No dia seguinte, eles caminharam até Spence Field perto da Trilha dos Apalaches, onde planejavam passar a noite.
Martin desapareceu no dia 14 de junho às 16h30 enquanto planejava fazer uma supresa aos adultos com seu irmão e outras crianças de uma outra família com a qual os Martins estavam acampando; ele foi visto pela última vez por seu pai, William, indo se esconder atrás de um arbusto. Depois de não vê-lo por cerca de cinco minutos e quando todas as outras crianças voltaram ao acampamento, William ficou preocupado e começou a procurá-lo, percorrendo a trilha por quase três quilômetros, até ter certeza de que seu filho não poderia ter ido mais longe. Depois de várias horas, eles procuraram ajuda dos guardas florestais do National Park Service.
A área onde Martin desapareceu é marcada por encostas íngremes e ravinas . Animais selvagens como cobras cabeça de cobre, ursos, porcos selvagens e linces habitam a área. Um aguaceiro começou logo após o desaparecimento de Martin, caindo 7.6 cm de chuva em questão de horas, que arrasou trilhas e provocou inundações em córregos. As temperaturas na noite de 14 de junho caíram para quase 10oC.

## Investigação
Esforços de busca, incluindo uma busca separada pela Guarda Nacional e Boinas Verdes não encontraram vestígios. Fortes chuvas durante as buscas do primeiro dia e forte neblina no dia seguinte dificultaram os esforços. Aproximadamente 1.400 pessoas estiveram envolvidas nos esforços de busca, potencialmente obscurecendo possíveis pistas. Pegadas foram encontradas na área, mas descartadas como sendo de Martin e determinadas pelos funcionários do parque como tendo sido deixadas por um escoteiro que participava da busca. As pegadas do tamanho de uma criança levaram a um riacho, onde desapareceram. Elas indicavam que um pé estava descalço, enquanto o outro calçava um Oxford (o tipo de sapato que Martin usava) ou um tênis. O guarda florestal aposentado e autor Dwight McCarter acredita que as pegadas provavelmente pertenciam a Martin, já que as pegadas não faziam parte de um grupo e nenhum dos escoteiros que participava das buscas estava descalço.
Também foram encontrados um sapato e uma meia. Em 22 de junho, 159 km2 de terreno haviam sido percorridos. Mais de mil pessoas continuaram a procurar até 26 de junho, quando as buscas foram interrompidas. A busca foi abandonada em 29 de junho, após a última, e foi oficialmente encerrada em 14 de setembro de 1969. Até 2022, essa ainda é a maior busca na história do Parque Nacional das Grandes Montanhas Fumegantes.

## Teorias
Existem três teorias principais sobre o que aconteceu com Martin.
- A primeira é que ele se perdeu e morreu de exposição ou alguma outra causa, provavelmente durante a primeira noite. Esta é a teoria mais provável de acordo com os funcionários do parque.[1]
- A segunda é que ele foi atacado por um urso faminto (ou, menos provavelmente, um porco selvagem ) e foi levado embora.[5]
- A terceira é que ele foi sequestrado e levado para fora do parque por algo ou alguém. Seu pai era um defensor da terceira teoria.[15] Na tarde em que Martin desapareceu, o turista Harold Key e sua família ouviram um "grito enorme e doentio" e logo depois testemunharam um homem desleixado e de aparência bruta correndo pela trilha perto de onde o grito havia vindo. Key observou o homem entrar em um carro branco e acelerá-lo abruptamente. Os Park Rangers e o FBI concluíram que não havia evidências suficientes para vincular o avistamento ao desaparecimento de Martin, principalmente porque ele ocorreu a aproximadamente oito quilômetros de onde Martin desapareceu,  a hora exata em que ele ocorreu e pela falta de trilhas ligando os dois locais.[14][5]